# Lijst van duurst verkochte schilderijen
Hieronder staat een lijst van duurst verkochte schilderijen. De vroegere verkoopprijzen zijn niet 'geïndexeerd'. Met andere woorden: er is bij het opstellen van deze lijst geen rekening gehouden met de inflatie. De waarde in euro is omgerekend in Amerikaanse dollars om een vergelijking mogelijk te maken (waarbij één euro staat voor 1,275 dollar).

## Lijst geordend volgens opbrengsten
| Schilderij | Jaar      | Schilder                         | Verkoop          | Prijs           |
| --- | --------- | -------------------------------- | ---------------- | --------------- |
| Salvator Mundi | 1490–1519 | Leonardo da Vinci en/of omgeving | 16 november 2017 | $ 450,3 miljoen |
| Opmerkingen - Salvator Mundi VerkoperRussisch zakenman Dmitry Rybolovlev Nieuwe eigenaarAangekocht door Saoedi-Arabisch zakenman Badr bin Abdoellah Al Saoed VeilinghuisGeveild door Christie's LocatieNiet bekend |           |                                  |                  |                 |
| Bekijk afbeelding (en.wikipedia.org) — Interchange | 1955      | Willem de Kooning                | oktober 2015     | $ 300 miljoen   |
| Opmerkingen - Interchange VerkoperVerkocht door Amerikaans ondernemer David Geffen Nieuwe eigenaarAmerikaans hedgefondsmanager Ken Griffin VeilinghuisGeen LocatiePrivé collectie eigenaar, in bruikleen van Art Institute of Chicago |           |                                  |                  |                 |
| De kaartspelers | 1893-96   | Paul Cézanne                     | april 2011       | $ 259+ miljoen  |
| Opmerkingen - De kaartspelers VerkoperGrieks reder George Embiricos Nieuwe eigenaarGekocht door overheid Qatar VeilinghuisGeen LocatieOnbekend |           |                                  |                  |                 |
| De Vaandeldrager | 1636      | Rembrandt van Rijn               | 2022             | $ 223 miljoen   |
| Opmerkingen - De Vaandeldrager VerkoperDe familie Rothschild Nieuwe eigenaarGekocht door de Nederlandse staat e.a. VeilinghuisGeen LocatieRijksmuseum Amsterdam |           |                                  |                  |                 |
| Nafea faa ipoipo (Wanneer ga je trouwen?) | 1892      | Paul Gauguin                     | februari 2015    | $ 210 miljoen   |
| Opmerkingen - Nafea faa ipoipo VerkoperErfgenamen van Zwitsers zakenman Rudolf Staechelin Nieuwe eigenaarVermoedelijk aan de overheid van Qatar VeilinghuisGeen LocatieParticulier bezit |           |                                  |                  |                 |
| Bekijk afbeelding (en.wikipedia.org) — Number 17A | 1948      | Jackson Pollock                  | oktober 2015     | $ 200 miljoen   |
| Opmerkingen - Number 17A VerkoperVerkocht door David Geffen Nieuwe eigenaarHedgefondsmanager Ken Griffin VeilinghuisGeen LocatiePrivé collectie eigenaar |           |                                  |                  |                 |
| Bekijk afbeelding (en.wikipedia.org) — Shot Sage Blue Marilyn | 1964      | Andy Warhol                      | 9 mei 2022       | $195,04 miljoen |
| Opmerkingen - Shot Sage Blue Marilyn VerkoperZwitserse kunsthandelaren Thomas en Doris Ammann Nieuwe eigenaarArmeens-Amerikaans kunsthandelaar Larry Gagosian VeilinghuisGeveild bij Christie's, New York LocatieOnbekend |           |                                  |                  |                 |
| Bekijk afbeelding (en.wikipedia.org) — No. 6 (Violet, Green and Red) | 1955      | Mark Rothko                      | augustus 2014    | $ 186 miljoen   |
| Opmerkingen - No. 6 VerkoperFrans wijnmaker Christian Moueix Nieuwe eigenaarGekocht door Russisch zakenman Dmitri Rybolovlev VeilinghuisPrivé via kunsthandelaar Yves Bouvier LocatiePrivé collectie |           |                                  |                  |                 |
| Wasserschlangen II | 1904-07   | Gustav Klimt                     | 2013             | $ 183,8 miljoen |
| Opmerkingen - Wasserschlangen II VerkoperZwitsers kunsthandelaar Yves Bouvier Nieuwe eigenaarRussisch zakenman Dmitry Rybolovlev VeilinghuisGeen LocatieOnbekend. Tentoongesteld in het Van Gogh Museum en het Belvedere Museum (2022-2023) |           |                                  |                  |                 |
| Bekijk afbeelding (en.wikipedia.org) — Les Femmes d'Alger (Version O) | 1955      | Pablo Picasso                    | 11 mei 2015      | $ 179,4 miljoen |
| Opmerkingen - Les femmes d’Alger VerkoperAnonieme Saoedi-Arabische kunstverzamelaar Nieuwe eigenaarQatari politicus en sjeik Hamad bin Jassim bin Jaber Al Thani VeilinghuisChristie's, New York LocatiePrivé collectie eigenaar in Doha, Qatar |           |                                  |                  |                 |
| Nu couché | 1917-18   | Amedeo Modigliani                | 9 november 2015  | $ 170,4 miljoen |
| Opmerkingen - Nu couché VerkoperLaura Mattioli Rossi, dochter van Italiaans zakenman Gianni Mattioli Nieuwe eigenaarChinees zakenman Liu Yiqian VeilinghuisChristie's, New York LocatiePrivé collectie eigenaar |           |                                  |                  |                 |
| Bekijk afbeelding (en.wikipedia.org) — Masterpiece | 1962      | Roy Lichtenstein                 | januari 2017     | $ 165 miljoen   |
| Opmerkingen - Masterpiece VerkoperAmerikaans filantroop en kunstverzamelaarster Agnes Gund Nieuwe eigenaarAmerikaans hedgefondsmanager Steven A. Cohen VeilinghuisGeen LocatiePrivé collectie eigenaar |           |                                  |                  |                 |
| Nu couché (sur le côté gauche) | 1917      | Amedeo Modigliani                | 15 mei 2018      | $ 157,2 miljoen |
| Opmerkingen - Nu couché VerkoperLibanees-Monegaskische broers en kunsthandelaren Ezra en David Nahmad Nieuwe eigenaarOnbekend VeilinghuisSotheby's, New York LocatiePrivé collectie. Tentoongesteld in Tate Modern (2017-2018) |           |                                  |                  |                 |
| Bekijk afbeelding (en.wikipedia.org) — Le Rêve | 1932      | Pablo Picasso                    | maart 2013       | $ 155 miljoen   |
| Opmerkingen - La Rêve VerkoperVerkocht door Amerikaans ondernemer Steve Wynn Nieuwe eigenaarAmerikaans hedgefondsmanager Steven A. Cohen VeilinghuisGeen LocatiePrivé collectie eigenaar |           |                                  |                  |                 |
| Portret van Adèle Bloch-Bauer II | 1912      | Gustav Klimt                     | 2016             | $ 150 miljoen   |
| Opmerkingen - Adèle Bloch-Bauer II VerkoperAmerikaans TV-presentatrice Oprah Winfrey Nieuwe eigenaarOnbekende koper in China VeilinghuisPrivé via kunsthandelaar Larry Gagosian LocatieParticulier bezit, voorheen Belvedere Museum te Wenen |           |                                  |                  |                 |
| Les Poseuses, Ensemble (Petite version) | 1888      | Georges Seurat                   | 9 november 2022  | $ 149,2 miljoen |
| Bekijk afbeelding (en.wikipedia.org) — Drie studies van Lucian Freud | 1969      | Francis Bacon                    | 12 november 2013 | $ 142,4 miljoen |
| Twelve Landscape Screens | 1925      | Qi Baishi                        | 17 december 2017 | $ 140,8 miljoen |
| Bekijk afbeelding (en.wikipedia.org) — No. 5, 1948 | 1948      | Jackson Pollock                  | 2 november 2006  | $ 140 miljoen   |
| Opmerkingen - No. 5 VerkoperVerkocht door Amerikaans ondernemer David Geffen Nieuwe eigenaarMexicaanse financier David Martinez VeilinghuisPrivé via Sotheby's LocatiePrivé collectie, New York |           |                                  |                  |                 |
| Femme à la montre (Marie-Thérèse Walter) (Vrouw met horloge) | 1932      | Pablo Picasso                    | 9 november 2023  | $ 139 miljoen   |
| Opmerkingen - Femme à la montre VerkoperUit de kunstcollectie van Emily Fisher Landau Nieuwe eigenaarAnoniem VeilinghuisVerkocht via Sotheby's in New York LocatieOnbekend |           |                                  |                  |                 |
| Bekijk afbeelding (en.wikipedia.org) — Woman III | 1952-53   | Willem de Kooning                | 18 november 2006 | $ 137,5 miljoen |
| Opmerkingen - Woman III VerkoperVerkocht door Amerikaans ondernemer David Geffen Nieuwe eigenaarAmerikaans hedgefondsmanager Steven A. Cohen VeilinghuisPrivé via kunsthandelaar Larry Gagosian LocatiePrivé collectie eigenaar |           |                                  |                  |                 |
| Portret van Adèle Bloch-Bauer I | 1907      | Gustav Klimt                     | 18 juni 2006     | $ 135 miljoen   |
| Opmerkingen - Adèle Bloch-Bauer I VerkoperOostenrijks-Amerikaans Joodse vluchteling en activiste Maria Altmann Nieuwe eigenaarGekocht door Amerikaans zakenman Ronald Lauder VeilinghuisPrivé verkoop via Christie's LocatieDe Neue Galerie te New York (voorheen Belvedere Museum te Wenen)                                                                       |           |                                  |                  |                 |
| Otahi | 1893      | Paul Gauguin                     | 2013             | $ 131,7 miljoen |
| Bekijk afbeelding (en.wikipedia.org) — The Empire of Light | 1954      | René Magritte                    | 19 november 2024 | $ 121,2 miljoen |
| De schreeuw | 1895      | Edvard Munch                     | 2 mei 2012       | $ 119,9 miljoen |
| Opmerkingen - De schreeuw Is het enige exemplaar van "De Schreeuw" in particulier bezit. De overige 3 hangen in Noorse musea. VerkoperNoors zakenman Petter Olsen Nieuwe eigenaarAmerikaanse zakenman en kunstverzamelaar Leon Black VeilinghuisSotheby's in New York LocatiePrivé collectie eigenaar                                                              |           |                                  |                  |                 |
| Nu Couché au coussin Bleu | 1917      | Amedeo Modigliani                | 2012             | $ 118 miljoen   |
| Verger avec cyprès | 1888      | Vincent van Gogh                 | 9 november 2022  | $ 117,1 miljoen |
| Bekijk afbeelding (en.wikipedia.org) — Fillette nue au panier de fleurs | 1905      | Pablo Picasso                    | 8 mei 2018       | $ 115 miljoen   |
| Hooibergen | 1890      | Claude Monet                     | 14 mei 2019      | $ 110,7 miljoen |
| Bekijk afbeelding (en.wikipedia.org) — Untitled | 1982      | Jean-Michel Basquiat             | 18 mei 2017      | $ 110,5 miljoen |
| Bekijk afbeelding (en.wikipedia.org) — Flag | 1958      | Jasper Johns                     | maart 2010       | $ 110 miljoen   |
| Dame mit Fächer (Dame met Waaier) | 1917      | Gustav Klimt                     | 27 juni 2023     | $ 108,4 miljoen |
| Bekijk afbeelding (en.wikipedia.org) — Nude, Green Leaves and Bust | 1932      | Pablo Picasso                    | 4 mei 2010       | $ 106,5 miljoen |
| Anna's Light | 1968      | Barnett Newman                   | 4 oktober 2013   | $ 105,7 miljoen |
| Maternité II | 1899      | Paul Gauguin                     | 9 november 2022  | $105,7 miljoen  |
| Bekijk afbeelding (en.wikipedia.org) — Silver Car Crash (Double Disaster) | 1963      | Andy Warhol                      | 13 november 2013 | $ 105,4 miljoen |
| Bekijk afbeelding (en.wikipedia.org) — Jongen met pijp | 1905      | Pablo Picasso                    | 5 mei 2004       | $ 104,2 miljoen |
| Femme assise près d’une fenêtre (Marie-Thérèse Walter) (Vrouw gezeten bij een raam) | 1932      | Pablo Picasso                    | 13 mei 2021      | $ 103,4 miljoen |
| Bekijk afbeelding (en.wikipedia.org) — Eight Elvises | 1963      | Andy Warhol                      | oktober 2008     | $ 100 miljoen   |
| La Montagne Sainte-Victoire vue du bosquet du Château Noir | 1904      | Paul Cézanne                     | 2013             | $ 100 miljoen   |
| Nurse | 1964      | Roy Lichtenstein                 | 9 november 2015  | $ 95,4 miljoen  |
| Bekijk afbeelding (en.wikipedia.org) — Dora Maar au chat | 1941      | Pablo Picasso                    | 3 mei 2006       | $ 95,2 miljoen  |
| Portret van een jonge man die een medaillon vasthoudt | 1480-85   | Sandro Botticelli                | 28 januari 2021  | $ 92,2 miljoen  |
| Chop Suey | 1929      | Edward Hopper                    | 13 november 2018 | $ 91,9 miljoen  |
| Bekijk afbeelding (en.wikipedia.org) — Portrait of an Artist (Pool with Two Figures) | 1972      | David Hockney                    | 15 november 2018 | $ 90,3 miljoen  |
| Huwelijksportret van Marten Soolmans | 1634      | Rembrandt van Rijn               | september 2015   | $90 miljoen     |
| Opmerkingen - Marten Soolmans VerkoperFrans bankier Eric de Rothschild Nieuwe eigenaarGekocht door de overheid van Nederland VeilinghuisGeen LocatieRijksmuseum Amsterdam of het Louvre |           |                                  |                  |                 |
| Huwelijksportret van Oopjen Coppit | 1634      | Rembrandt van Rijn               | september 2015   | $90 miljoen     |
| Opmerkingen - Oopjen Coppit VerkoperFrans bankier Eric de Rothschild Nieuwe eigenaarGekocht door de overheid van Frankrijk VeilinghuisGeen LocatieRijksmuseum Amsterdam of het Louvre |           |                                  |                  |                 |
| Bekijk afbeelding (en.wikipedia.org) — Orange, Red, Yellow | 1961      | Mark Rothko                      | 8 mei 2012       | $ 86,9 miljoen  |
| Bekijk afbeelding (en.wikipedia.org) — Triptiek | 1976      | Francis Bacon                    | 14 mei 2008      | $ 86,3 miljoen  |
| Suprematische compositie | 1916      | Kazimir Malevitsj                | 15 mei 2018      | $ 85,8 miljoen  |
| Opmerkingen - Suprematische compositie Tot april 2008 onderdeel van de collectie van het Stedelijk Museum, via een schikking teruggegeven aan de erfgenamen van Duits architect Hugo Häring VerkoperDe Nahmad familie Nieuwe eigenaarBrits kunsthandelaar Brett Gorvy VeilinghuisSotheby’s LocatiePrivé verzameling eigenaar, New York                             |           |                                  |                  |                 |
| Te Fare (La maison) | 1892      | Paul Gauguin                     | juni 2008        | $ 85 miljoen    |
| Bekijk afbeelding (en.wikipedia.org) — Untitled | 1982      | Jean-Michel Basquiat             | 18 mei 2022      | $ 85 miljoen    |
| Untitled | 1914-17   | Claude Monet                     | 8 mei 2018       | $ 84,7 miljoen  |
| Bekijk afbeelding (en.wikipedia.org) — Black Fire I | 1961      | Barnett Newman                   | 13 mei 2014      | $ 84,2 miljoen  |
| No 7. | 1951      | Mark Rothko                      | 19 februari 2023 | $ 82,5 miljoen  |
| Portret van Dr. Gachet | 1890      | Vincent van Gogh                 | 15 mei 1990      | $ 82,5 miljoen  |
| Opmerkingen - Dr. Gachet Het schilderij zou samen met de eigenaar gecremeerd zijn. In 2007 zou het schilderij bij een Oostenrijkse fondsmanager (Wolfgang Flöttl) weer zijn opgedoken. VerkoperErfgenamen van Siegfried Kramarsky Nieuwe eigenaarGekocht door papiermagnaat Ryoei Saito (overleden in 1996) VeilinghuisChristie's, New York LocatiePrivé collectie |           |                                  |                  |                 |
| Bekijk afbeelding (en.wikipedia.org) — Triple Elvis | 1963      | Andy Warhol                      | 12 november 2014 | $ 81,9 miljoen  |
| Bekijk afbeelding (en.wikipedia.org) — No. 10 | 1958      | Mark Rothko                      | 13 mei 2015      | $ 81,9 miljoen  |
| Hooiberg | 1891      | Claude Monet                     | 16 november 2016 | $ 81,4 miljoen  |
| Laboureur dans un champ | 1889      | Vincent van Gogh                 | 13 november 2017 | $81,3 miljoen   |
| Opmerkingen - Laboureur dans un champ VerkoperAmerikaans filantroop Nancy Lee en zakenman Perry R. Bass Nieuwe eigenaarOnbekend VeilinghuisVerkocht in New York door Christie's LocatiePrivé collectie |           |                                  |                  |                 |
| Three Studies for a Portrait of John Edwards | 1984      | Francis Bacon                    | 13 mei 2014      | $ 80,8 miljoen  |
| Odalisque couchée aux magnolias | 1923      | Henri Matisse                    | 8 mei 2018       | $ 80,8 miljoen  |
| Opmerkingen - Odalisque couchée aux magnolias VerkoperAmerikaans zakenman David en zijn vrouw Peggy Rockefeller Nieuwe eigenaarTelefoonbieder, via Xin Li-Cohen VeilinghuisGeveild door Christie's LocatieOnbekend |           |                                  |                  |                 |
| Le Bassin Aux Nymphéas | 1919      | Claude Monet                     | 24 juni 2008     | $ 80,5 miljoen  |
| False Start | 1959      | Jasper Johns                     | 12 oktober 2006  | $ 80 miljoen    |
| Bekijk afbeelding (en.wikipedia.org) — Turquoise Marilyn | 1964      | Andy Warhol                      | 20 mei 2007      | $ 80 miljoen    |
| Bal du moulin de la Galette | 1876      | Pierre-Auguste Renoir            | 17 mei 1990      | $ 78,1 miljoen  |
| Kindermoord van Bethlehem | 1611      | Peter Paul Rubens                | 10 juli 2002     | $ 76,7 miljoen  |
| Bekijk afbeelding (en.wikipedia.org) — No 1 (Royal Red and Blue) | 1954      | Mark Rothko                      | 13 november 2012 | $ 75,1 miljoen  |
| Darmstadt Madonna | 1526      | Hans Holbein de Jonge            | 12 juli 2011     | $ 75 miljoen    |
| Bekijk afbeelding (en.wikipedia.org) — White Center (Yellow, pink and lavender on rose) | 1950      | Mark Rothko                      | 15 mei 2007      | $ 72,8 miljoen  |
| Opmerkingen - White Center Vroeger eigendom van David Rockefeller, voorzitter Chase Manhattan Bank en het MoMA te New York VerkoperAmerikaans bankier David Rockefeller Nieuwe eigenaarHamad bin Khalifa al-Thani, emir van Qatar VeilinghuisSotheby's, New York LocatieOnbekend                                                                                   |           |                                  |                  |                 |
| Bekijk afbeelding (en.wikipedia.org) — Green Car Crash (Green Burning Car 1) | 1963      | Andy Warhol                      | 16 mei 2007      | $ 71,7 miljoen  |
| Diana en Callisto | 1556-59   | Titiaan                          | 2 maart 2012     | $ 71,7 miljoen  |
| Zelfportret zonder baard | 1889      | Vincent van Gogh                 | 19 november 1998 | $ 71,5 miljoen  |
| Cabanes de bois parmi les oliviers et cyprès | 1889      | Vincent van Gogh                 | 11 november 2021 | $ 71,4 miljoen  |
| Diana en Actaeon | 1556-59   | Titiaan                          | 1 februari 2009  | $ 70,6 miljoen  |
| Untitled (New York City) | 1968      | Cy Twombly                       | 11 november 2015 | $ 70,5 miljoen  |
| Le Bassin Aux Nymphéas (1917-19) | 1917-19   | Claude Monet                     | 12 mei 2021      | $ 70,35 miljoen |
| Bekijk afbeelding (en.wikipedia.org) — Portrait of George Dyer Talking | 1966      | Francis Bacon                    | 13 februari 2015 | $ 70,2 miljoen  |
| Contraste de formes | 1913      | Fernand Léger                    | 13 november 2017 | $ 70,1 miljoen  |
| Portret van Alfonso d'Avalos met edelknaap | 1533      | Titiaan                          | november 2003    | $ 70 miljoen    |
| Untitled | 1970      | Cy Twombly                       | 12 november 2014 | $ 69,6 miljoen  |
| Four Marlons | 1966      | Andy Warhol                      | 12 november 2014 | $ 69,6 miljoen  |
| Naakt zittend op een sofa | 1917      | Amedeo Modigliani                | 2 november 2010  | $ 69 miljoen    |
| Woman as Landscape | 1955      | Willem de Kooning                | 13 november 2018 | $ 68,9 miljoen  |
| The Gross Clinic | 1875      | Thomas Eakins                    | 12 april 2007    | $ 68 miljoen    |
| Bekijk afbeelding (en.wikipedia.org) — La Gommeuse | 1901      | Pablo Picasso                    | 5 november 2015  | $ 67,45 miljoen |
| Buste de femme (Femme à la résille) | 1938      | Pablo Picasso                    | 11 mei 2015      | $ 67,4 miljoen  |
| Les Alyscamps | 1888      | Vincent van Gogh                 | 5 mei 2015       | $ 66,3 miljoen  |
| Untitled XXV | 1977      | Willem de Kooning                | 15 november 2016 | $ 66,3 miljoen  |
| Bekijk afbeelding (en.wikipedia.org) — Untitled | 1952      | Mark Rothko                      | 13 mei 2014      | $ 66,2 miljoen  |
| Arend staand op een den | 1946      | Qi Baishi                        | 22 mei 2011      | $ 65,5 miljoen  |
| Le Printemps | 1881      | Édouard Manet                    | 5 november 2014  | $ 65,1 miljoen  |
| Bekijk afbeelding (en.wikipedia.org) — Police Gazette | 1955      | Willem de Kooning                | 12 oktober 2006  | $ 63,5 miljoen  |
| Bekijk afbeelding (en.wikipedia.org) — Men in Her Life | 1962      | Andy Warhol                      | 8 november 2010  | $ 63,4 miljoen  |
| Verhuizing Zhichuan | 1350      | Wang Meng                        | 4 juni 2011      | $ 62,1 miljoen  |
| 1949-A-No. 1 | 1949      | Clyfford Still                   | 9 november 2011  | $ 61,7 miljoen  |
| Stilleven met gordijn, kruik en fruitschaal | 1894      | Paul Cézanne                     | 10 mei 1999      | $ 60,5 miljoen  |
| Lot en zijn Dochters | 1613-1614 | Peter Paul Rubens                | juni 2016        | $ 58,0 miljoen  |
| Portret van Joseph Roulin | 1889      | Vincent van Gogh                 | 1 augustus 1989  | $ 58 miljoen    |
| Korenveld met cipressen | 1889      | Vincent van Gogh                 | mei 1993         | $ 57 miljoen    |
| Bekijk afbeelding (en.wikipedia.org) — Vrouw met gekruiste armen | 1902      | Pablo Picasso                    | 8 november 2000  | $ 55,0 miljoen  |
| Irissen | 1889      | Vincent van Gogh                 | 11 november 1987 | $ 53,9 miljoen  |
| Study from Innocentius X | 1962      | Francis Bacon                    | mei 2007         | $ 52,6 miljoen  |
| Compositie nr. II | 1930      | Piet Mondriaan                   | 15 november 2022 | $ 51 miljoen    |
| Compositie III met rood, blauw, geel en zwart | 1929      | Piet Mondriaan                   | 15 mei 2015      | $ 50 miljoen    |
| Femme assise dans un jardin | 1938      | Pablo Picasso                    | mei 1989         | $ 49,5 miljoen  |
| Bekijk afbeelding (en.wikipedia.org) — Les Noces de Pierrette | 1905      | Pablo Picasso                    | 30 november 1989 | $ 49,3 miljoen  |
| Bekijk afbeelding (en.wikipedia.org) — Yo, Picasso | 1901      | Pablo Picasso                    | 9 mei 1989       | $ 47,85 miljoen |
| Boerenmeisje met gele strohoed | 1890      | Vincent van Gogh                 | 1997             | $ 47,5 miljoen  |
| Nu au fauteuil noir | 1932      | Pablo Picasso                    | 1999             | $ 45,1 miljoen  |
| Bekijk afbeelding (en.wikipedia.org) — Au lapin Agile | 1904      | Pablo Picasso                    | 27 november 2006 | $ 40,7 miljoen  |
| Zonnebloemen | 1889      | Vincent van Gogh                 | 30 maart 1987    | $ 40,5 miljoen  |
| Forêt de hêtres | 1903      | Gustav Klimt                     | november 2006    | $ 40,3 miljoen  |
| l'Arlésienne, Madame Ginoux | 1890      | Vincent van Gogh                 | 2006             | $ 40,3 miljoen  |
| l'Homme à la hache | 1891      | Paul Gauguin                     | november 2006    | $ 40,25 miljoen |
| Acrobate et jeune arlequin | 1905      | Pablo Picasso                    | 28 november 1988 | $ 38,5 miljoen  |
| Te Poipoi | 1892      | Paul Gauguin                     | 2007             | $ 39,2 miljoen  |
| Berliner Strassenszene/Bäume | 1913      | Ernst Ludwig Kirchner            | november 2006    | $ 38,0 miljoen  |
| Opmerkingen - Berliner Strassenszene/Bäume VerkoperAnita Halpin, kleindochter van Joodse kunstverzamelaar Alfred Hess Nieuwe eigenaarKunstverzamelaars Ronald Lauder en Serge Sabarsky VeilinghuisChristie's LocatieNeue Galerie in New York, voorheen Brücke Museum te Berlijn                                                                                    |           |                                  |                  |                 |
| Portret van een hellebaardier | 1537      | Jacopo da Pontormo               | 31 mei 1989      | $ 35,2 miljoen  |
| Portret van Lorenzo II de' Medici | 1518      | Rafaël                           | juli 2007        | $ 35,0 miljoen  |